# فضاء العقد
في الرياضيات، تعتبر عقد الفضاء أو فضاء العقد (الحر) للـفضاء الطوبولوجي X فضاء خرائط دائرة الوحدة S1 to إلى X معًا مع الطوبولوجي المدمج المفتوح.
{\displaystyle \Omega X={\mathcal {C}}(S^{1},X).}
وذلك يعتبر دالة فضاء محددة.
في النظرية الهموتوبية يشير فضاء العقد بصفة عامة إلى نفس التركيب الذي يتم تطبيقه على الفضاءات النقطية، أي الخرائط المستمرة تجاه نقاط القاعدة. وفي هذا الموضع توجد «عملية تسلسل» طبيعية من خلالها يمكن ربط عنصرين من فضاء العقد. ومن خلال هذه العملية، يمكن اعتبار فضاء العقد مجما، أو حتى فضاء أ- A∞ ولا يعتبر تسلسل العقد ترابطيًا بشكل حاسم، ولكنه ترابطي مع الهموتوبيات الأعلى.
إذا اعتبرنا أن حاصل الفضاء العقدي القاعدي ΩX مع اعتبار علاقة المساواة للهموتوبية النقطية، فمن ثمّ نحصل على مجموعة، والتي تعرف جيدًا باسم المجموعة الأساسيةπ1(X).
يتم عمل فضاءات العقدة المكررة لـX بتطبيق Ω عددًا من المرات.
يعتبر تركيب فضاء العقد الحر مرافق أيمن لـجداء ديكارتي مع الدائرة، وحافة الفضاءات النقطية لـالتعليق المنخفض. وهذا يفسر مدى أهمية فضاءات العقد في النظرية الهموتوبية الثابتة.